# Simon St. Pierre
Simon St. Pierre est un violoneux américain, né à Saint-Benoît-Abbé, au Québec, le 26 février 1930 et mort à Houlton, le 7 juillet 2016 . 
Installé aux États-Unis, dans le Maine, depuis 1957, il y a animé jusqu'en 1992 les mariages et les soirées de square dance.
Simon St. Pierre, francophone est très officiellement considéré, aux États-Unis comme un américain de langue française. L'usage du français s'entend dans sa manière très élégante, mais particulière, sauf peut-être pour les habitants du Maine, dont plus de 5 % ont le français pour langue maternelle, de parler l'anglais.
Simon St. Pierre est un musicien atypique, qui a partagé la scène avec quelques-uns des plus grands musiciens de la old-time music, du bluegrass et de la musique folk, et dont le vaste répertoire et le savoir-faire inspirent de jeunes artistes comme Greg Boardman ou Lissa Schneckenburger, mais pour lequel la musique est restée une activité complémentaire à son métier de scieur de thuya du Canada, destiné à faire des chalets résistants aux insectes.
« Je suis un travailleur, disait-il, je travaille tous les jours et quand je rentre à la maison, je suis fatigué. Je n'aime pas jouer de mon violon. Parfois le weekend je joue un peu de musique. Ce n'est pas marrant de jouer tout seul. Il faut avoir quelqu'un avec qui jouer. De temps en temps, le weekend, je joue mes airs. Je suis vraiment heureux ici dans ce petit coin de monde sauvage. J'aime ça. ».
Simon St. Pierre avait pris sa retraite à Smyrna Mills (comté d'Aroostook) dans le Maine, mais continuait de participer à des festivals ou des concerts de old-time music, de bluegrass et de musique folk.

## Biographie

### Les origines et la jeunesse
Simon St. Pierre est le cadet des fils de George St. Pierre, un bucheron québécois qui travaillait pour des sociétés d'exploitation forestière dans le nord du Québec, et de Lucille Paradis son épouse. 
Il faut imaginer le monde dans lequel il a grandi, comme un compromis entre celui que Louis Hémon a idéalisé dans Maria Chapdelaine et sa version plus concrète, car depuis les années 1920, l'introduction de la technologie commençait à le transformer en profondeur. Les bûcherons, grâce aux moyens de transports automobiles, y vivaient désormais, sauf en hiver, moins isolés et avaient parfois accès à la radio.
Le violon constituait l'une des formes les plus populaires et les plus courantes de distraction. Le père de Simon St. Pierre savait en jouer, mais de l'aveu de son fils, ne le travaillait pas assez, et celui-ci l'apprit surtout de son frère aîné qui était bon violoniste.
Simon St. Pierre a commencé à jouer du violon, pour les autres, vers l'âge de 15 ans quand il commença à travailler, à son tour, comme bûcheron. Il troquait les airs qu'il connaissait avec d'autres musiciens de l'est du Canada et conserve toujours la passion pour ces échanges entre violoneux. Son répertoire de base s'emplit, ainsi, de mélodies populaires de l'Ontario, du Québec et de Nouvelle-Écosse.
Il écouta aussi les violonistes et les violoneux que l'on entendait à la radio, et ceux qui, comme le grand violoniste Isidore Soucy, enregistrèrent, sur leurs nombreux disques, pour la première fois, des airs de musique acadienne.
En 1952, Simon et Liza St. Pierre se marièrent et devinrent, aussi, partenaires dans leurs activités professionnelles.

### L'installation dans le Maine
Jusqu'au milieu des années 1950, la foresterie constituait au Québec une activité complémentaire de l'agriculture. Les compagnies forestières faisaient débuter leurs travaux quand ceux des fermes étaient terminées et fermaient les chantiers au printemps afin que les paysans puissent reprendre leur activité principale sans préjudice pour leur ferme. La coupe s'effectuait d'octobre à décembre, lorsque les grosses chaleurs étaient passées, le charriage des bois s'effectuait de mi-décembre à mi-février lorsque les chutes de neige permettaient de construire des routes de neige glacée, et seul de petits groupes d'hommes retournaient en forêt, après la fonte, pour le flottage des bois.
Le seul investissement que le fermier devait faire pour devenir bucheron, était un traineau plus solide que celui qu'il utilisait pour le travail des champs. Les chevaux de ferme, la hache et la scie « bucksaw », que l'on trouvait dans toutes les fermes québécoises, constituaient son seul équipement. Les rapports entre employeurs et employés restaient ceux de petits patrons indépendants, liés par des contrats forfaitaires individuels.
Le métier évolua rapidement après la Seconde Guerre mondiale car l'industrie était fortement demandeuse de travailleurs qualifiés et cette demande accéléra l'exode rural. Au début des années 1950, les compagnies forestières, poussées par la demande et par la raréfaction des bucherons ruraux, durent recourir à une main d'œuvre urbaine moins autonome, et mécaniser le charriage et la coupe afin d'augmenter leur productivité. Les saisons forestières tendirent à s'allonger et les conditions de travail se dégradèrent.
En 1957, après deux ans passés dans un camp forestier au Québec, Simon St. Pierre et son épouse décidèrent de s'installer dans le Maine, y firent l'acquisition d'une scie mobile et entreprirent de réaliser des travaux de sciage personnalisés pour des entreprises et des particuliers.
Dans le Maine, Simon St. Pierre continua à toucher du violon en amateur, participa à des soirées, des fêtes, des concerts et des festivals. Préférant toujours échanger des connaissances avec des musiciens de rencontre, il s'ouvrit à la tradition et à la technique des violonistes des Appalaches et du Bluegrass. Vers 1967, il devint l'ami de Claire Lake, un violoneux qui habitait dans la même région du Maine, et qui lui donna envie de s'adonner plus sérieusement à sa passion pour l'instrument. Il la poussa jusqu'à devenir une sorte de bibliothèque vivante de mélodies et de techniques de l'art du violon.
« La première fois que j'ai entendu Simon St. Pierre fut à l'aurore pendant une réunion de musiciens sur un parking de stationnement au Festival des Country Gentlemen, en juillet 1972 à Webster, Massachusetts. Je ne l'ai jamais vraiment vu, cette nuit là parce que la lumière de ma petite lampe de poche ne pouvait pas traverser l'immense foule qui l'entourait... Ce fut, comme d'habitude, une session de trois ou quatre heures pendant laquelle il n'y eut presque jamais de répétition d'airs que peu de gens avaient entendus auparavant. »

### La retraite
Simon St. Pierre a cessé vers 1990 d'animer des soirées mais continue de participer à des manifestations et des rassemblements qui permettent de transmettre ses connaissances à de nouvelles générations de violoneux.
En 2002, Simon St. Pierre s'est produit dans le cadre du « American Folk Festival » de Bangor.
Le 24 juillet 2009 et le 25 juillet 2009, il a participé avec son ami Joe Pomerleau au festival organisé par le musée du bucheronnage de la région du Lac Rangeley.
Le 21 mai 2011, il a participé au Downeast Fiddle Jamboree à Buxton (Maine) dans le Maine dont il était l'invité spécial.

## Prix, distinctions et reconnaissances
- Le musicien cadien, Dewey Balfa rencontra Simon St. Pierre, pour la première fois, en 1977, dans le cadre de la Brandywine Mountain Music Convention à Brandywine, un quartier de Wilmington, dans le Delaware, où Simon St. Pierre se produisait en compagnie de Fred Pike. Simon St. Pierre fit une forte impression à Dewey Balfa qui le décrivit comme « un frère qu'il venait de rencontrer »[10].

- En 1983, la NEA a honoré Simon St. Pierre de la National Heritage Fellowship[4], une distinction concédée à vie, créée en 1982 et qui est destinée aux personnalités actives dans le domaine des arts et des traditions populaires qui résident de manière permanente aux États-Unis[18].

- En 2011, Simon St. Pierre a été honoré, en même temps que les autres récipiendaires (Clara Keezer, Mary Gabriel, Ralph Stanley, et Sœur R. Mildred Barker) de la National Heritage Fellowship, résidant dans le Maine, dans le cadre d'une exposition, organisée par la Commission des Arts de l’État du Maine, à la galerie du gouverneur, à Augusta dans le Maine[2].

## Discographie

### Albums
Simon St. Pierre a publié, sous son nom, les albums suivants :

### Compilations
Simon St. Pierre apparaît dans les compilations suivantes :